# 이집트 제3중간기
이집트 제3중간기는 신왕국 시대가 끝날 때부터 말기왕조 시대가 시작할 때까지의 기간을 말한다.

## 개요
이 기간의 이집트는 내부 분열과 외부 세력의 침입에 시달렸다. 이미 신왕국 말기에 테베의 아문 대사제단이 상이집트에서 독자적인 세력을 구축하고 형식상으로만 파라오를 받들던 상태였다.
신왕국의 마지막 파라오인 람세스 11세가 후계를 남기지 못하고 사망하자 전대 파라오의 장례를 집전한 자가 새로운 파라오가 된다는 고대 이집트의 전통에 따라 스멘데스 1세가 파라오로 즉위하고 제21왕조를 개창하니 이집트 제3중간기가 시작되었다. 스멘데스는 아문 대신관의 아들이었던 것으로 추정하며 람세스 11세 생전부터 이미 하이집트 지역을 장악한 상태였다. 그러나 그의 세력은 이전부터 장악한 하이집트에만 미쳤고, 그가 사망한 후 아들로 추정되는 아메넴니수가 즉위했으나 재위 기간이 매우 짧고 남긴 기록도 없다. 아메넴니수가 죽자 테베의 아문 대신관인 피네젬 1세의 아들인 프수센네스 1세가 파라오로 즉위했다. 그의 치세 동안에 타니스는 완전한 수도로 탈바꿈했고 테베의 카르나크 신전을 모방해 타니스의 아문 대신전을 짓고 그 대신관의 자리에 올랐다는 것 외엔 알려진 업적이 없다. 프수센네스 1세 사후에는 아들로 추정되는 아메네모페가 즉위했으나 10년이라는 짧은 재위 기간 탓에 리비아 동부의 유목민족인 메시웨시 부족 출신인 대 오소르콘, 그 뒤에는 출신이 명확하지 않은 시아문이 뒤를 이었다. 이 중 시아문은 여러 곳의 건축물을 증개축하여 제21왕조의 파라오들 중에서는 권력이 가장 강했다는 평가를 받는다. 시아문이 사망하자 현직 아문 대신관의 신분이던 프수센네스 2세가 제21왕조의 마지막 파라오로 즉위하여 전 이집트를 직접 통치하게 되었다.
제21왕조의 마지막 파라오인 프수센네스 2세가 후계를 남기지 못하고 사망하자 그의 사위인 리비아의 메시웨시 부족(다른 명칭으로는 마 부족)장 출신인 셰숑크 1세가 파라오로 즉위하고 제22왕조를 개창한다. 셰숑크 1세는 파라오 즉위 전에 이집트 군 총사령관과 왕의 수석고문을 맡았으며 프수센네스 2세의 사위였을 정도로 파라오 즉위 전부터 지위가 튼튼했기 때문에 프수센네스 2세 사후 파라오 자리에 오를 수 있었다. 셰숑크 1세는 자신의 아들들을 고위 직에 앉혀 지방이 분리되는 걸 방지했으며 나일강 서부의 오아시스에도 대리인을 보내 통제력을 회복했다. 한편 대외적으로는 매우 공격적인 전술을 펼쳐 가나안 일대의 재물을 모조리 털어갔다고 한다. 셰숑크 1세 사후 오소르콘 1세 시절에는 큰 다툼없이 평화로운 시기를 보냈으나 그 후 타켈로트 1세 시절에 상이집트에서 분계 왕조인 제23왕조가 개창되고 다시 독자 정권을 이루어 재분열되었으며 수많은 리비아-이집트계 소왕국과 도시국가들이 난립하고 심지어는 옛 수도라는 큰 상징성이 있던 도시 멤피스마저 리비아 서부 추장들의 꼬임을 받아 떨어져나가면서 제22왕조는 수도인 타니스와 부바스티스 인근만을 다스리는 도시 국가로 전락했다. 이는 상이집트의 제23왕조도 마찬가지여서 재통일한 오소르콘 3세 사후 타켈로트 3세, 루다멘이 연속으로 즉위했는데 루다멘 사후에 영역을 크게 손실해 쪼그라들었고 루다멘 다음으로 즉위한 이니는 도시국가의 수자에 불과했고 그나마도 4~5년 후에 사망하여 제23왕조는 자연스럽게 소멸했다. 한편 나일강 삼각주 서부의 도시 사이스에서는 리비아 출신인 테프나크트가 등장해 제24왕조를 개창하고 영역을 확대하기 시작했다.
이런 대분열을 수습한 이들은 누비아에서 발흥한 쿠시 왕국이었다. 신왕국 시절 이집트의 영향을 짙게 받아 이집트화가 상당히 진행된 쿠시 왕국은 제3중간기가 오자 세력을 키워 신왕조 파라오 투트모세 3세가 이집트의 최남부 거점으로 건설한 나파타를 점령하고 수도로 삼았다. 제25왕조의 시조인 피이(피앙키)의 아버지인 카슈타는 상이집트에 세력을 투사하여 자신의 딸을 당대 '아문신의 아내'를 맡던 셰페누웨트 1세에게 양녀로 들여 후계자로 삼도록 했고, 그 아들인 피이는 재위 20년 차에 헤라클레오폴리스의 지배자와 현지 쿠시 수비대가 테프나크트의 공격을 받고 구원을 요청하자, 이집트 전체를 점령하고 싶어했던 차에 이를 기회로 여기고 대규모로 육군과 해군을 파견해 상이집트를 점령한 뒤 여세를 몰아 하이집트까지 점령하고 파라오로 인정받았다. 테프나크트는 처음에는 피이에게 복종하는 자세를 취했으나 그가 누비아로 귀환하자 다시 세력을 넓혔다가 피이의 아들인 셰비쿠가 테프나크트의 후계자인 바켄네레프를 격파한 뒤 드디어 이집트가 재통일되었다. 제25왕조는 나일강을 따라 신전과 왕실 묘지를 조성하고 그 간의 전란에 따른 피해를 복구하며 잠깐 동안 신왕국 시절과 맞먹을 번영을 누렸으나 메소포타미아 지방에서 쳐들어오는 아시리아에겐 당해낼 수 없었고, 제25왕조의 마지막 파라오인 타누타멘이 8년 간 벌인 수복 전쟁에서 밀려나면서(1차전에서는 아시리아군을 격파하고 옛 수도인 멤피스를 포함하여 영토를 거의 다 수복하고 아시리아가 임명한 네카우 1세를 사로잡아 처형했으나 물량으로 밀고 들어온 아시리아군과의 2차전에서 당해낼 수 없어 패배했다) 제25왕조가 종말을 맞았다.
이집트를 점령한 아시리아는 이집트를 직접 통치할 생각은 없었기에 네카우 1세의 후계자인 프삼티크 1세를 파라오로 앉히고 봉신으로 삼았으니 이것이 26왕조의 시작이며 고대 이집트의 황혼기라 할 수 있는 이집트 말기 왕조가 시작된다.

## 21왕조
- 스멘데스 1세(기원전 1077년 ~ 기원전 1051년)
- 아메넴니수(기원전 1051년 ~ 기원전 1047년)
- 프수센네스 1세(기원전 1047년 ~ 기원전 1001년)
- 아메네모페(기원전 1001년 ~ 기원전 992년)
- 대 오소르콘(기원전 992년 ~ 기원전 986년)
- 시아멘(기원전 986년 ~ 기원전 967년)
- 프수센네스 2세(기원전 967년 ~ 기원전 943년)

## 22왕조
리비아 왕조이다.
- 셰숑크 1세
- 오소르콘 1세
- 셰숑크 2세
- 타켈로트 1세
- 오소르콘 2세
- 셰숑크 3세
- 셰숑크 4세
- 파미
- 셰숑크 5세
- 페두바스트 2세
- 오소르콘 4세

## 23왕조
22왕조와 마찬가지로 리비아 왕조이며, 22왕조와 같은 기간에 존재하였다.
- 하르시에세 A
- 타켈로트 2세
- 페두바스트 1세
- 셰숑크 6세
- 오소르콘 3세
- 타켈로트 3세
- 루다멘
- 이우푸트 2세

## 24왕조
- 테프나크트 1세
- 바켄레네프

## 25왕조
누비아 왕조이다.
- 피안키
- 샤바카
- 셰비쿠
- 타하르카
- 타누타멘

## 같이 보기
- 후기 청동기 시대의 붕괴